# 1198

## Události
- 15. srpna – Přemysl Otakar I. korunován Filipem Švábským na krále
- 17. prosince papež Inocenc III. bulou Operante divine dispositionis schválil Řád trinitářů
- v indickém městě Dillí postavena první mešita
- Přemysl Otakar I. se rozvedl s Adlétou Míšenskou

## Narození
- 24. srpna – Alexandr II., král skotský († 6. července 1249)
- ? – Humbert V. z Beaujeu, pán z Beaujeu, účastník dvou křížových výprav († 1250)
- ? – Isabela z Angoulême, anglická královna († 4. června 1246)
- ? – Marie Francouzská, brabantská vévodkyně z dynastie Kapetovců († 18. srpna 1224)
- ? – Ramon Berenguer V. Provensálský, hrabě provensálský a z Forcalquier († 19. srpna 1245)

## Úmrtí
- 8. ledna – Celestýn III., papež (* asi 1106)
- 11. března – Marie Francouzská, regentka a hraběnka ze Champagne, dcera krále Ludvíka VII. a Eleonory Akvitánské (* 1145)
- 16. dubna – Fridrich I. Babenberský, rakouský vévoda (* asi 1175)
- 5. května – Sofie z Novgorodu, dánská královna jako manželka Valdemara I. (* okolo 1140)
- 1. září – Dulce Aragonská, portugalská královna (* 1160)
- 27. listopadu – Konstancie Sicilská, sicilská spolukrálovna (* 1154)
- 12. prosince – Averroes, arabský učenec (* 1126)

## Hlavy států
- České království – Přemysl Otakar I.
- Svatá říše římská – Ota IV. Brunšvický – Filip Švábský
- Papež – Celestýn III. – Inocenc III.
- Anglické království – Richard I. Lví srdce
- Francouzské království – Filip II. August
- Polské knížectví – Lešek I. Bílý – Měšek III. Starý
- Uherské království – Emerich Uherský
- Sicilské království – Konstancie » Fridrich I.
- Kastilské království – Alfonso VIII. Kastilský
- Rakouské vévodství – Fridrich I. Babenberský / Leopold VI. Babenberský
- Skotské království – Vilém Lev
- Byzantská říše – Alexios III. Angelos